# Juigné-sur-Sarthe
Juigné-sur-Sarthe – miejscowość i gmina we Francji, w regionie Kraj Loary, w departamencie Sarthe.
Według danych na rok 1990 gminę zamieszkiwało 1091 osób, a gęstość zaludnienia wynosiła 53 osób/km² (wśród 1504 gmin Kraju Loary Juigné-sur-Sarthe plasuje się na 537. miejscu pod względem liczby ludności, natomiast pod względem powierzchni na miejscu 534.).